# Calanthe kaniensis
Calanthe kaniensis är en orkidéart som beskrevs av Rudolf Schlechter. Calanthe kaniensis ingår i släktet Calanthe och familjen orkidéer. Inga underarter finns listade i Catalogue of Life.